# ミンドルリン寺

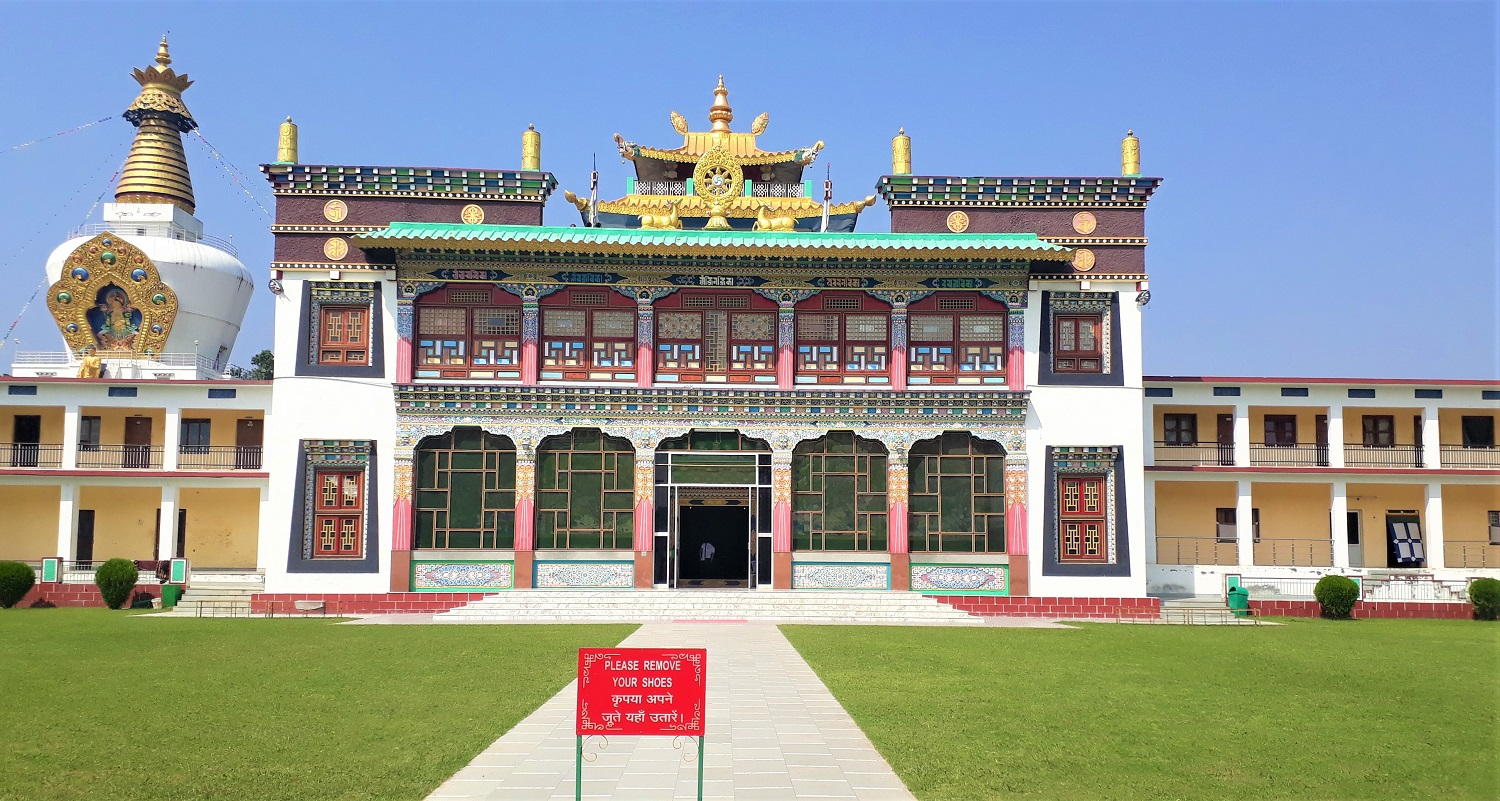
デラドゥンにあるミンドルリン寺

ミンドルリン寺（簡体字: 敏珠林寺）はダライ・ラマ5世の師であるテルダクリンパが1670年に開いたニンマ派南流の総本山である。テルダクリンパは「ミンリン・テルチェン」と呼ばれ、その功によってダライラマの教師となった。一時は300人以上の僧侶がいたが、文革で破壊され、倉庫となっていた。現在は60人ほどの僧侶がいる。亡命ミンドルリン寺はデラドゥンにあり、現在の座主はミンリン・ティチェン・リンポチェ十二世。